# Eric Blore
Eric Blore (23 de diciembre de 1887-2 de marzo de 1959) fue un actor teatral y cinematográfico de nacionalidad británica.

## Biografía
Nacido en Finchley, Inglaterra (Reino Unido), Blore empezó a trabajar a los 18 años como agente de seguros, ocupación a la que se dedicó durante dos años. Consiguió experiencia teatral en gira por Australia, país al que llegó durante la Primera Guerra Mundial formando parte del Regimiento Artists Rifles y después del South Wales Borderers. 
Ya en Inglaterra, finalmente actuó en diversos shows y revistas, y en 1923 viajó a Estados Unidos, donde hizo papeles como actor de carácter en el circuito de Broadway. Su trabajo en el musical Gay Divorce, con Fred Astaire, le facilitó el acceso a la industria cinematográfica, actuando en más de ochenta películas rodadas en Hollywood. Blore, en su papel de mayordomo inglés, actuó con mayor frecuencia que cualquier otro actor de reparto en la serie de musicales rodados por Fred Astaire y Ginger Rogers para RKO Pictures, cinco de diez. Algunos de sus momentos más memorables tuvieron lugar en Sombrero de copa (1935) y Shall We Dance (1937). Él retomó el papel con Astaire por última vez en The Sky's the Limit (1943). Otros de sus papeles destacados son los de Sir Alfred McGlennan Keith en el film de Preston Sturges Las tres noches de Eva (1941, con Barbara Stanwyck y Henry Fonda), Charles Kimble en el segundo de los siete filmes rodados por Bing Crosby y Bob Hope de la serie "Road", Road to Zanzibar (1941), y el de Jamison en once cintas del detective Lone Wolf rodadas entre 1940 y 1947.
Eric Blore falleció en 1959 en Hollywood, California, a causa de un infarto agudo de miocardio. Tenía 71 años de edad. Fue enterrado en el Cementerio Forest Lawn Memorial Park de Glendale, California. Había estado casado en dos ocasiones, la primera con Violet Winter y, tras el fallecimiento de ella, con Clara Mackin en 1926.

## Selección de su filmografía
- 1933 : Volando a Río, de Thornton Freeland
- 1934 : La alegre divorciada, de Mark Sandrich
- 1934 : Behold My Wife, de Mitchell Leisen
- 1935 : I Live My Life, de W. S. Van Dyke
- 1935 : Sombrero de copa, de Mark Sandrich
- 1935 : The Good Fairy, de William Wyler
- 1935 : The Casino Murder Case, de Edwin L. Marin
- 1936 : Swing Time, de George Stevens
- 1936 : The Ex-Mrs. Bradford, de Stephen Roberts
- 1937 : Shall We Dance, de Mark Sandrich
- 1937 : It's Love I'm After, de Archie Mayo
- 1937 : The Soldier and the Lady, de George Nichols Jr.
- 1937 : Quality Street, de George Stevens

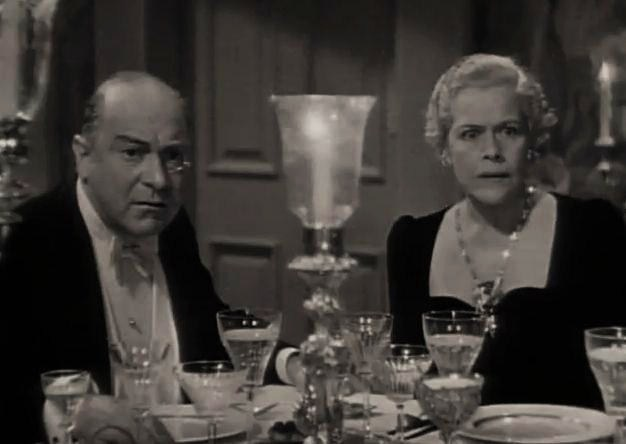
Con Janet Beecher en Las tres noches de Eva (1941)

- 1937 : Breakfast for Two, de Alfred Santell
- 1938 : Joy of living, de Tay Garnett
- 1938 : Swiss Miss, de John G. Blystone
- 1940 : Music in my Heart, de Joseph Santley
- 1941 : Los viajes de Sullivan, de Preston Sturges
- 1941 : Road to Zanzibar, de Victor Schertzinger
- 1941 : The Shanghai Gesture, de Josef von Sternberg
- 1941 : Las tres noches de Eva, de Preston Sturges
- 1942 : The Moon and Sixpence, de Albert Lewin
- 1943 : Forever and a Day, de Edmund Goulding, Cedric Hardwicke y otros
- 1943 : Holy Matrimony, de John M. Stahl
- 1945 : Kitty, de Mitchell Leisen
- 1948 : Romance on the High Seas, de Michael Curtiz
- 1949 : La leyenda de Sleepy Hollow y el Señor Sapo, de Clyde Geronimi, James Algar y Jack Kinney, segmento The Adventures of Mr. Toad (voz)
- 1950 : Amor en conserva, de David Miller y Leo McCarey
- 1950 : Fancy Pants, de George Marshall

## Teatro
(en Broadway, como intérprete, salvo mención contraria)
- 1923-1924 : Little Miss Bluebeard, música de Gabor Dregely, adaptación de Avery Hopwood, con Stanley Logan
- 1924 : Andre Charlot's Revue of 1924, de varios autores, con Jack Buchanan y Herbert Mundin
- 1925-1926 : Charlot Revue, de diversos autores (Eric Blore fue únicamente letrista), con Jack Buchanan, Gertrude Lawrence y Herbert Mundin
- 1926 : The Ghost Train, de Arnold Ridley, con Claudette Colbert, Isobel Elsom y John Williams
- 1927 : Mixed Doubles, de Frank Stayton, con Thurston Hall y John Williams
- 1927 : Just Fancy, música de Joseph Meyer y Philip Charig, dirigida e interpretada por Joseph Santley
- 1928 : Here's Howe, música de Roger Wolf Kahn y Joseph Meyer, letras de Irving Caesar, con Alan Hale, Sr.
- 1928-1929 : Angela, de Fanny Todd Mitchell, con Jeanette MacDonald y Alison Skipworth
- 1929 : Meet the Prince, de Alan Alexander Milne, escenografía de Basil Sydney, con J.M. Kerrigan y Basil Sydney
- 1930 : Roar China, de S. Tretyakov
- 1931 : Give me Yesterday, de Alan Alexander Milne, con Louis Calhern, Edward Rigby y Jane Wyatt
- 1931 : Here goes the Bride, música de Johnny Green, dirección de Adolph Deutsch
- 1932 : The Devil passes, de Benn W. Levy, con Arthur Byron, Ernest Cossart, Mary Nash y Basil Rathbone
- 1932-1933 : Gay Divorce, de Cole Porter y Dwight Taylor, adaptación de Kenneth S. Webb y Samuel Hoffenstein, escenografía de Howard Lindsay, con Fred Astaire, Claire Luce y Erik Rhodes
- 1933-1934 : Gay Divorce, representada en Londres y en Birmingham (Inglaterra), con Fred Astaire, Claire Luce, Claud Allister, Olive Blakeney y Erik Rhodes
- 1943-1944 : Ziegfeld Follies of 1943, revista con música de Ray Henderson, con Milton Berle, Ilona Massey y Jack Cole